# Hazel Lavery
Hazel Lavery, Lady Lavery (de soltera Martyn; 1880–1935) fue una pintora estadounidense y la segunda esposa del retratista Sir John Lavery. Famosa por su belleza, la imagen de Lavery apareció en los billetes de Irlanda durante gran parte del siglo 20.

## Primeros años
Nacida en Chicago el 14 de marzo de 1880, Hazel Martyn era hija de Edward Jenner Martyn, un acaudalado industrial de ascendencia irlandesa. Una crónica contemporánea se refiere a la joven Hazel Martyn como "la chica más guapa del Medio Oeste". Hazel tenía una hermana, Dorothea Hope "Dorothy" Martyn (1887–1911), que aspiraba a ser dramaturga. Dorothy, que padecía anorexia nerviosa, murió en 1911 a los 23 años, y fue su muerte lo que impulsó a Hazel a abandonar Estados Unidos.

## Vida personal

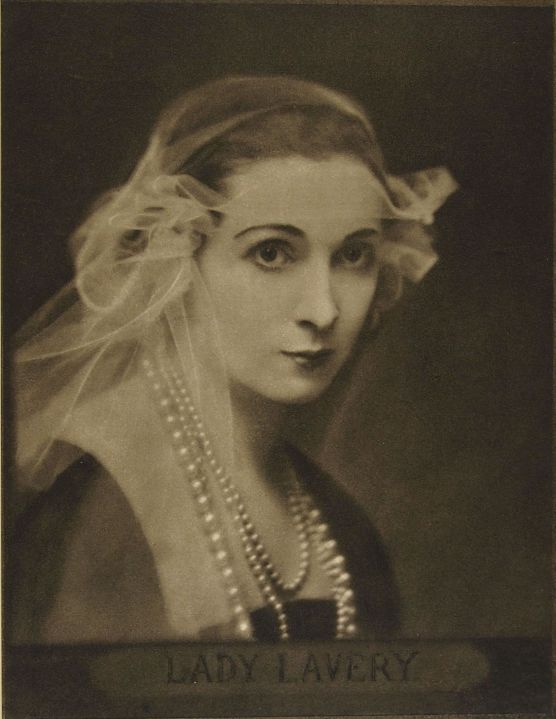
Lady Lavery, de The Book of Fair Women, por E.O. Hoppé, 1922

En 1903, Hazel Martyn se casó con Edward Livingston Trudeau Jr., hijo de Edward Livingston Trudeau, un médico que promovió el tratamiento de la tuberculosis. Trudeau murió cinco meses después a causa de una embolia provocada por una neumonía. Tuvieron una hija, Alice, nacida el 10 de octubre de 1904 (Alice pasó gran parte de su vida en Irlanda, casándose primero con John A. McEnery, del condado de Kilkenny, y luego, tras enviudar, en 1963 se casó con el historiador Denis Rolleston Gywnn).
Hazel Martyn conoció a John Lavery, un pintor de origen católico, originario de Belfast, mientras estaba comprometida con Trudeau. En 1909, ella y Lavery se casaron tras la muerte de su madre, que se oponía a la unión. Posteriormente, se convirtió en la modelo más habitual de Lavery.

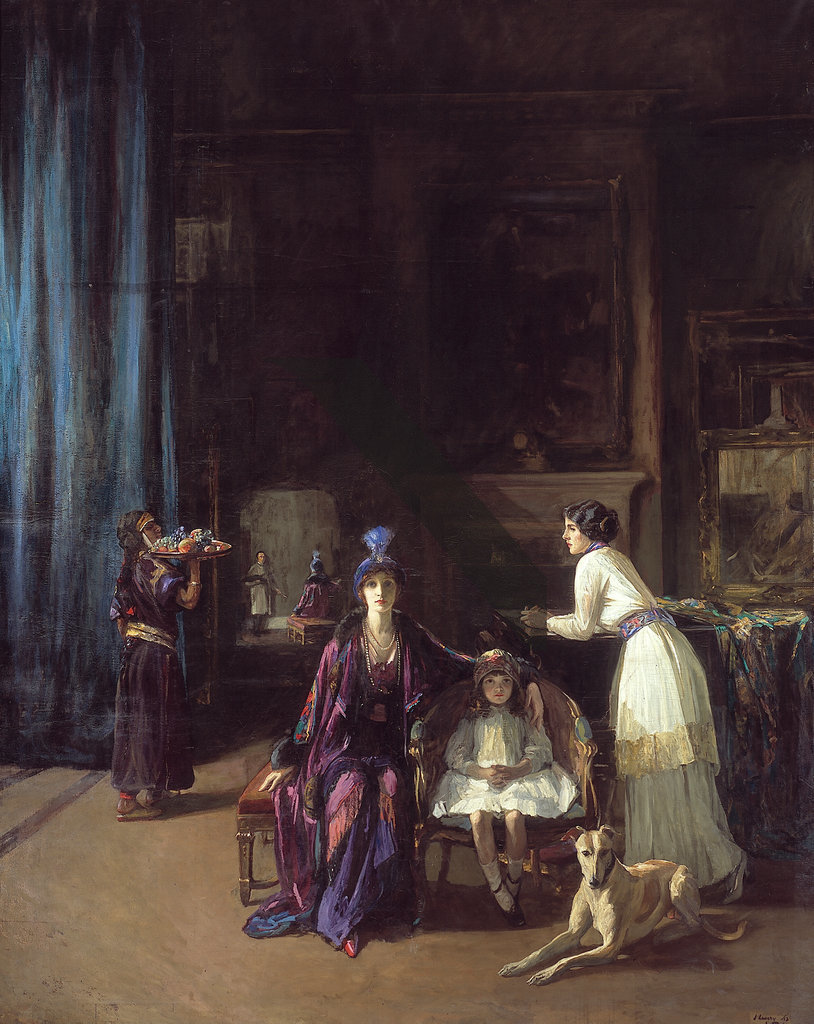
The Artist's Studio, Lady Hazel Lavery con su hija Alice y su hijastra Eileen (1910-1913

Durante la Primera Guerra Mundial, John Lavery se convirtió en artista oficial del gobierno británico. En 1918, recibió el título de caballero y Hazel Lavery se convirtió en Lady Lavery.
Los Lavery cedieron su palaciega casa del número 5 de Cromwell Place, en South Kensington, a la delegación irlandesa encabezada por Michael Collins durante las negociaciones del Tratado anglo-irlandés en 1921.
Hazel Lavery murió de un ataque al corazón el 1 de enero de 1935 en su casa de Londres, tras más de un año de mala salud después de una operación para extraerle una muela del juicio, con su esposo y su hija a su lado.
Su funeral se celebró en el Brompton Oratory de Knightsbridge. Fue enterrada en el Putney Vale Cemetery. En Irlanda, se celebró un funeral en su memoria a petición del gobierno.
Con el estallido de la Segunda Guerra Mundial, Sir John Lavery se mudó a vivir con su hijastra Alice McEnery, en Rosenarra, Kilmoganny, condado de Kilkenny, Irlanda, y murió allí en enero de 1941. Inicialmente fue enterrado en el Mount Jerome Cemetery de Dublín, pero en 1947 fue trasladado junto a Hazel Lavery al cementerio Putney Vale.

## Billetes irlandeses

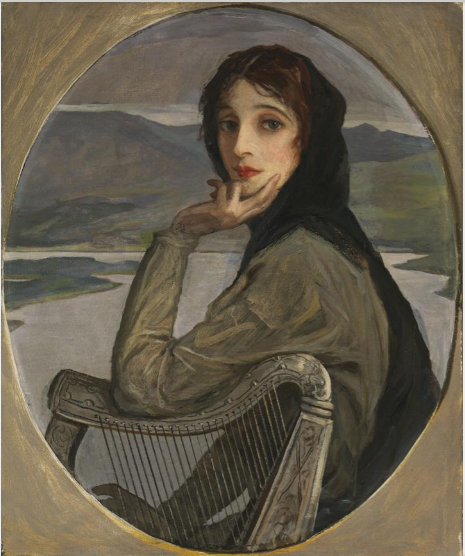
Retrato de Lady Lavery como Kathleen Ni Houlihan 1927

Tras el Tratado anglo-irlandés, el Gobierno del Estado Libre Irlandés invitó a John Lavery a crear una imagen que personificara a Irlanda para los nuevos billetes irlandeses. Esta personificación se remonta a figuras de la mitología irlandesa antigua y ha sido ejemplificada en los últimos siglos por mujeres como Dark Rosaleen, de James Clarence Mangan, y Cathleen Ní Houlihan, de W. B. Yeats.
Esta personificación de Irlanda, inspirada en Lady Lavery y pintada por su marido, se reprodujo en los billetes de la serie A de Irlanda desde 1928 hasta la década de 1970. Posteriormente, apareció como marca de agua en los billetes de las series B y C hasta que estos últimos fueron sustituidos por el euro en 2002.

## Otros retratos

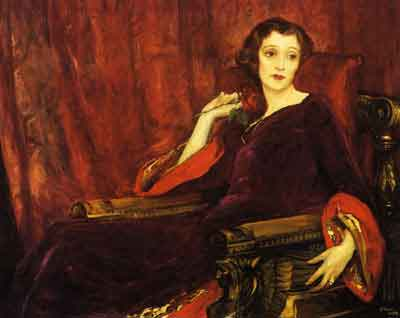
The Red Rose, 1923, Crawford Art Gallery

Lady Lavery posó para más de 400 retratos de Sir John. Muchos tenían nombres similares, lo que llevó a un experto a comentar que "Hazel in ..." es prácticamente una marca registrada de Lavery.
El biógrafo de Lavery describió "Hazel in rose and grey" como "una de las mejores pinturas de Lavery de la serie "Hazel in". Por una vez, abandona el formato de cuerpo entero y la composición adquiere un aspecto más curvilíneo y dinámico. Hazel, perfilada por lo que los fotógrafos llaman una luz de cabello, lleva un vestido vaporoso del color de las hortensias marchitas".
Otro retrato muy conocido de Hazel Lavery pintado por su marido se conoce como "The Red Rose" (1923). Como describe un experto, este cuadro tiene una historia complicada:
Su rostro conocido y las características armonías cromáticas en rojo, púrpura y dorado hacen que La rosa roja sea inmediatamente reconocible como un retrato suyo. Sin embargo, el lienzo se comenzó en 1892 como un retrato de Mrs William Burrell. En 1912 se transformó en un retrato de Sarah Bernhardt, y a principios de los años veinte fue, durante un breve periodo, un retrato de Viscountess Curzon.

## Correspondencia

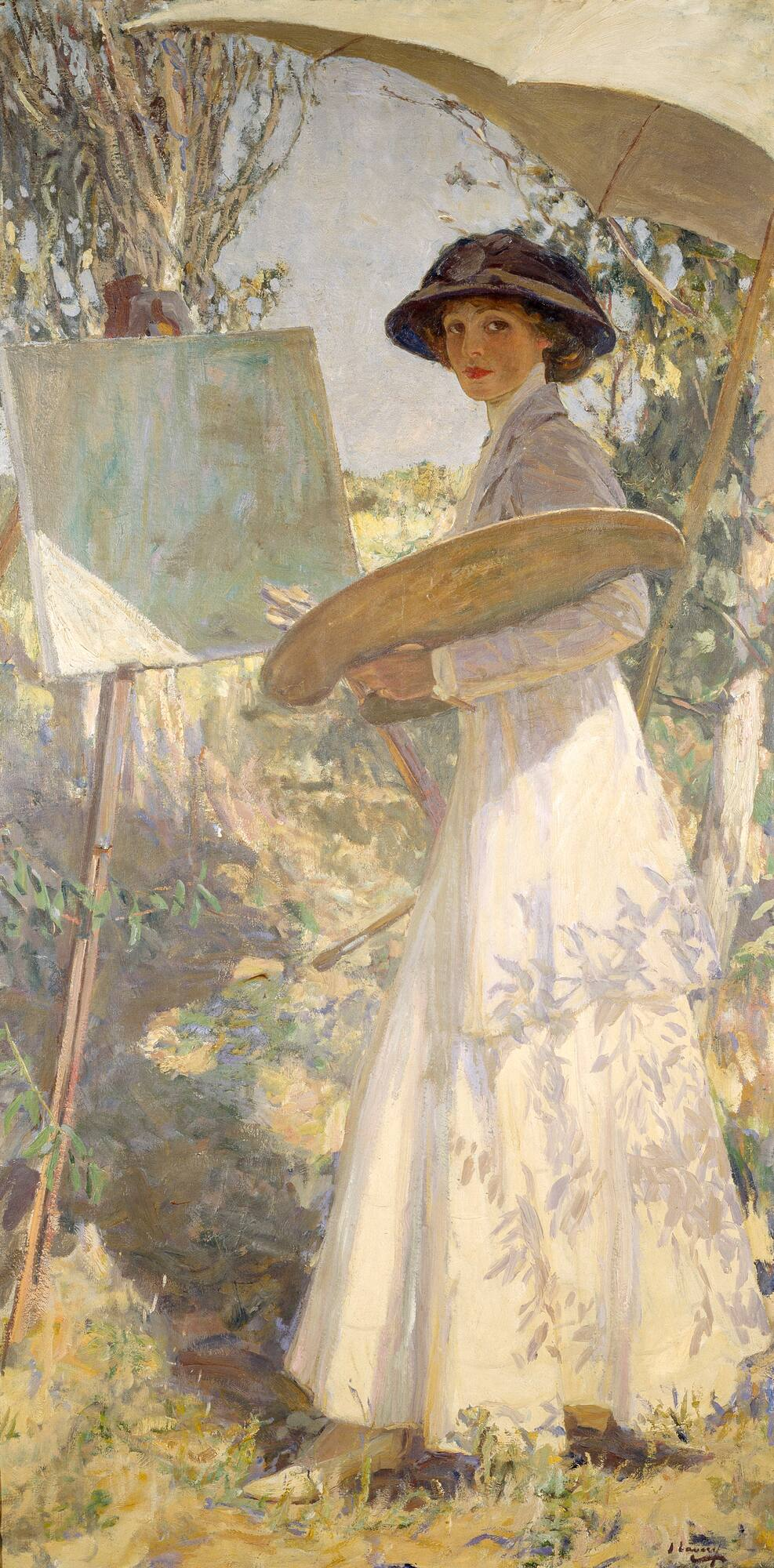
Mrs Lavery sketching, 1910, Dublin City Gallery The Hugh Lane

Lady Lavery conocía a muchas figuras famosas de su época y mantenía correspondencia con personajes tan notables como Maurice Baring, Hilaire Belloc, Owen Buckmaster, Tim Healy, Shane Leslie, Reginald McKenna, Jessie Louisa Rickard, George Bernard Shaw, Lytton Strachey, Gerald Hugh Tyrwhitt-Wilson y W. B. Yeats.
Esta correspondencia se hizo pública mucho después de su muerte y revela mucho sobre su personalidad y cómo la consideraban sus contemporáneos. Entre los acontecimientos que se relatan se encuentran una visita a Irlanda de la familia real británica y las cartas que le envió Winston Churchill, en las que le confiaba sus reservas sobre la creación de Irlanda del Norte.

## Rumores de romance
Otros corresponsales especularon sobre la relación de Lady Lavery con Michael Collins y Kevin O'Higgins. Según las memorias de Derek Patmore, escritor, artista y diseñador de interiores que era amigo íntimo de Lady Lavery, Collins era "el gran amor de su vida" y Sir Shane "me contó que cuando Michael Collins fue asesinado en una emboscada, encontraron una miniatura de Hazel colgada de su cuello con un poema que Shane Leslie le había escrito en el reverso".
Las especulaciones sobre la relación entre Collins y Lady Lavery llevaron a un periódico de la época a referirse a ella como su "novia", un tema sobre el que Collins escribió a su prometida Kitty Kiernan.
La historiadora Meda Ryan ha puesto en duda estos rumores. Ryan afirma que "en toda la investigación que he realizado, no he encontrado ninguna prueba de que tuviera una aventura con Lady Lavery". Emmet Dalton, un colaborador cercano de Collins que estuvo con él durante el periodo en que supuestamente tuvo lugar la aventura, afirma que no vio ninguna prueba de la misma. Todd Andrews afirma que tal aventura habría ido en contra del código de conducta del IRA y que no habría sido tolerada. Ryan también afirma que la correspondencia entre Collins y Kitty Kiernan en este periodo demuestra que su relación era sólida.